# クリスティーナ・トレイン
クリスティーナ・トレイン（Kristina Train、1986年1月17日 - ）は、アメリカの歌手である。

## アルバム
- Spilt Milk
- en:Dark Black

## 外部入力
- クリスティーナ・トレイン - UNIVERSAL MUSIC JAPAN
- （クリスティーナ・トレイン (Kristina Train) - EMI Records Japan）

| スタブアイコン | サブスタブ | この項目は、まだ閲覧者の調べものの参照としては役立たない、音楽関係者（バンド等）に関連した書きかけの項目です。この項目を加筆・訂正などしてくださる協力者を求めています（P:音楽/PJ:芸能人）。 |